# 紀長

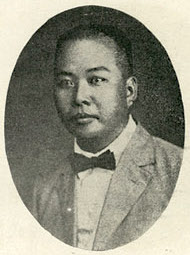
紀長

紀長（1890年—1940年）是台灣日治時期的官員，曾任水林庄長 、保甲聯合會長、保正、稅務調查委員、甘蔗獎勵委員、赤十字社特別社員、壯丁團長、教育勸募委員、農會評議委員、台南州農會地方委員。
大正十四年(1925)是獲當年度「台灣新聞社」所舉辦的「全島甘蔗品評會」一等賞(頭獎)，並獲邀至台中公會堂「糖業演講大會」發表演說，大正十五年(1926)出版的《臺灣糖業全誌》稱他為「臺灣蔗農界の第一人」。
日治時期被稱譽為水林「台灣蔗王」，因改良甘蔗採深土栽培，而使甘蔗產量創下最多產量的紀錄，而獲頒褒章。紀長曾任水林庄長，熱心公益參與地方事務，曾獲得台灣總督府、台南州知事各式獎賞，也是紀家的全盛時期。
紀長是高陽農場經營者，曾經坐擁上百甲田地，並承租一千三百甲地種植甘蔗，是東洋製糖株式會社北港製糖所原料採收區內最大的個體戶。戰後，因國民政府實施「三七五減租」、「耕者有其田」放領紀家大量土地。
紀長還擔任過北港郡水林庄長及水林信用組合長，北港朝天宮聖父母殿至今仍存昭和庚午年(1930)署名「水林庄弟子紀長」所獻的一副對聯。